# Albert Mason Stevens
Albert Mason Stevens, född 1884, död 1945, var en amerikansk barnläkare som tillsammans med Frank Chambliss Johnson givit namn åt Stevens-Johnsons syndrom.

## Fotnoter
1. ↑  Find a Grave, Find A Grave-ID: 238345769, läs online, läst: 2 oktober 2024.[källa från Wikidata]
2. 1 2  Rhodes Scholar Database, läst: 26 april 2024.[källa från Wikidata]